# 152-мм пушка М-47
М-47 (Индекс ГАУ — 52-П-547) — советская буксируемая пушка корпусной артиллерии. Разработана в Перми в СКБ Завода № 172 в 1946—1950 годах и предназначалась для замены 152-мм пушки-гаубицы обр. 1937г. М-47 была создана в составе нового дуплекса корпусной артиллерии со 130-мм пушкой М-46, предназначенной для замены 122-мм пушки обр. 1931/37гг.

## История создания
Пушки М-46 и М-47 разрабатывались на конкурсной основе, в качестве конкурентов выступали разработки НИИ-58. В июне 1948 года были изготовлены первые опытные образцы дуплекса М-46/М-47 и отправлены на заводские испытания, после которых пушка М-47, а также ствол пушки М-46 были отправлены на испытания в НИАП. По результатам испытаний было отмечено, что система, разработанная в конструкторском бюро Завода № 172 имела ряд преимуществ по сравнению с разработками НИИ-58. Так же был отмечен ряд дефектов и замечаний, после чего обе системы были отправлены на доработку. После устранения замечаний орудия были вновь направлены в НИАП, где проходили повторные испытания с 27 июля по 14 ноября 1949 года. После повторных испытаний и сравнения результатов, комиссия пришла к выводу, что в дальнейшем целесообразно вести только отработку конструкции, предложенной Заводом № 172, а также изготовить установочную партию из 4 пушек М-46 и 4 пушек М-47 для войсковых испытаний. Испытания проводились 9 сентября по 9 ноября 1950 года, после чего постановлением Совета министров СССР № 4900-2130 от 31 декабря 1950 года дуплекс был рекомендован к принятию на вооружение, а также должен был быть изготовлен мелкой серией из 20 единиц М-46 и 4 орудий М-47.

## Серийное производство
Пушка М-47 производилась серийно с 1951 года совместно со 130-мм пушкой М-46 вплоть до конца 1950-х годов, после чего производство было остановлено и далее производилась только 130-мм пушка М-46.
| График выпуска пушек М-47 |      |      |      |      |      |      |
| 1951                      | 1952 | 1953 | 1954 | 1955 | 1956 | 1957 |
| 4                         | —    | —    | 16   | 20   | 32   | 50   |

## Описание конструкции
Основными задачами пушки М-47 являются борьба со вражеской артиллерией, подавление живой силы противника, уничтожение танков и самоходных артиллерийских установок, а также обстрел тылов противника и уничтожение оборонительных сооружений долгосрочного типа. Пушка может буксироваться с помощью артиллерийского тягача типа АТ-С. Основным конструктивным элементом пушки является ствол. Ствольная группа включает в себя трубу, кожух для закрепления ствола в люльке и установки накатника, казённик и дульный тормоз. В казённике установлен клиновой затвор. Ствольная группа установлена в полозки люльки орудия, которая на цапфах крепится к верхнему станку. Во время выстрела, ствол пушки откатывается и накатывается по полозкам люльки. Кроме ствольной группы на люльке размещёт тормоз отката и накатник, а в нижней части закреплён сектор подъёмного механизма.
В пушке М-47 применён тормоз отката гидравлического типа. В обоймах люльки закреплён цилиндр тормоза отката. При выстреле шток тормоза отката уходит в откат вместе со ствольной группой. Откат орудия переменный. При небольших углах возвышения (от −2,5° до +20°) откат орудия длинный и составляет от 1150 до 1320 мм, при средних углах возвышения (от +20° до +34°) откат переменный и меняется от длинного к короткому. На больших углах (от +34° до +45°) откат короткий и составляет от 735 до 815 мм.
Верхний станок пушки М-47 представляет собой основание для всей качающейся части орудия и установлен на штыре, закреплённом в нижнем станке. Кроме того на верхнем станке размещены вертикальный и горизонтальный поворотные механизмы секторного типа. Управление механизмами осуществляется вручную через маховики, расположенные в левой части верхнего станка. Для сохранения равновесия с правой и левой стороны люльки за щитом установлен пневматический уравновешивающий механизм толкающего типа, состоящий из двух колонок.
Качающаяся часть орудия с верхним станком установлены на нижний станок, которой остаётся при стрельбе в неподвижном положении. Конструкция станка выполнена из стальной отливки. На нижнем станке закреплены станины орудия, а также механизмы подрессоривания с колёсным ходом. Станины орудия сварены из коробов. Для установки в нижний станок в передней части станин имеются специальные шарнирные вилки. С другой стороны установлены сошники.

### Боеприпасы и баллистика
| Номенклатура боеприпасов |                |               |                   |              |                    |                                 |                                     |
| Индекс выстрела          | Индекс снаряда | Индекс заряда | Масса снаряда, кг | Масса ВВ, кг | Масса выстрела, кг | Начальная скорость снаряда, м/с | Максимальная дальность стрельбы, км |
| Бронебойные              |                |               |                   |              |                    |                                 |                                     |
| 53-ВБР-547               | 53-БР-540      | 54-ЖН-547     | 48,78             | 0,66         |                    | 700                             | 4                                   |
| 53-ВБР-547Б              | 53-БР-540Б     | 54-ЖН-547     | 48,96             | 0,48         | 70                 | 700                             | 4                                   |
| Осколочно-фугасные       |                |               |                   |              |                    |                                 |                                     |
| 53-ВОФ-547               | 53-ОФ-547      | 54-ЖН-547     | 43,56             | 5,86         | 65,6               | 770                             | 20,47                               |
| 53-ВОФ-547У              | 53-ОФ-547      | 54-Ж-547У     | 43,56             | 5,86         | 58                 | 500                             | 12,64                               |
| Практические             |                |               |                   |              |                    |                                 |                                     |
| 53-ВПБР-547              | 53-ПБР-540     | 54-ЖН-547     | 48,78             | —            |                    |                                 |                                     |

## Боевое применение
1. Артиллерийская дуэль между Китаем и Тайванем[1]
2. Локальные конфликты Индокитая[1]
3. Локальные конфликты на Ближнем Востоке[1]

## Где можно увидеть
Россия
- В Музее отечественной военной истории в деревне Падиково, Истринский район, Московская область.
- В Музее истории ПАО "Мотовилихинские заводы" (г. Пермь)
- В Центральном музее Вооружённых Сил в Москве на открытой площадке выставки военной техники.

В Артиллерийском музее в Петербурге

### Сноски
1. ↑  На максимальном заряде.